# 道州制特別区域推進本部
道州制特別区域推進本部（どうしゅうせいとくべつくいきすいしんほんぶ）は、日本の内閣に設置されていた、道州制特別区域における広域行政の推進に関する施策を総合的かつ効果的に推進することを目的とした機関である。

## 概要
道州制特別区域推進本部は、道州制特別区域における広域行政の推進に関する法律（平成18年法律第116号）に基づき、2007年（平成19年）1月26日に内閣に設置された組織である。その目的は、将来的な道州制の導入に関する国民的議論に資するため、現行の都道府県制度を前提としつつ、特定の広域団体（道州制特別区域）において国から地方への権限移譲を進め、広域行政のモデルを構築することにあった。
本部長には内閣総理大臣が、副本部長には内閣官房長官と内閣府特命担当大臣（地方創生）が就任し、他の全国務大臣が本部員となるなど、内閣を挙げた重要な政策会議として位置づけられていた。しかし、制度創設以来、道州制特別区域の指定を受けたのは北海道のみであった。本部の活動は、北海道からの権限移譲提案の検討と、それに伴う「北海道道州制特別区域計画」の実施状況の追跡調査に事実上限定された。2000年代後半に活発であった道州制導入への政治的機運が2010年代を通じて後退するにつれ、本部の活動も停滞した。特に2018年（平成30年）に与党である自由民主党が党内の道州制推進本部を廃止して以降、道州制特別区域推進本部は法的には存続するものの、ごく少額の予算しか計上されず、実質的に休眠状態の組織となった。

## 設置根拠と目的

### 法的根拠
道州制特別区域推進本部は、道州制特別区域における広域行政の推進に関する法律（以下、「道州制特区法」）第20条の規定に基づき、内閣に設置された。同法は2006年（平成18年）12月13日に成立し、同月20日に公布された。本部の具体的な運営については、道州制特区法第29条に基づき制定された道州制特別区域推進本部令（平成19年政令第12号）によって定められている。

### 目的と基本理念
道州制特区法の目的は、道州制特別区域で広域行政を推進し、その実績や知見を将来の道州制導入の検討に資することにある。この目的のため、法律および政府の「道州制特別区域基本方針」は以下の3つの目標を掲げている。
1. 地方分権の推進
2. 行政の効率化
3. 地方の自立的発展

また、その推進にあたっては、広域資源の有効活用、地域特性への配慮、国と特定広域団体の適切な役割分担といった基本理念に則ることが定められている。これらの理念は、中央集権的な行政構造から、より地域主導のガバナンスモデルへと移行しようとした当時の政策思想を反映している。

## 組織構成

### 本部
道州制特区法第22条に基づき、本部は以下のメンバーで組織される。
- 本部長： 内閣総理大臣
- 副本部長： 内閣官房長官、内閣府特命担当大臣（地方創生担当）
- 本部員： 本部長及び副本部長以外のすべての国務大臣

全閣僚がメンバーに含まれることは、この政策が省庁横断的な取り組みであることを形式上示していた。

### 参与会議
本部には、地方の意見を政策決定に反映させるための機関として参与会議が置かれた。参与は、特定広域団体である北海道の知事および全国知事会が推薦する都道府県知事で構成される。参与は本部の会合に出席し、議論に参画する権限を有していた。

### 事務局
本部の事務は内閣府が所掌し、実務は内閣府内に設置された道州制特区担当室が担った。この事務局は、内閣府政策統括官（経済財政運営担当）の指揮下に置かれていた。全閣僚が名を連ねる「本部」とは対照的に、事務局の規模と予算は極めて小さく、組織の形式と実態の間に乖離が見られた。

## 所掌事務と活動

### 道州制特別区域基本方針
本部の主要な所掌事務は、道州制特別区域基本方針の案を作成することであった。この基本方針は、政府が道州制特区を推進する上でのマスタープランであり、その決定や変更には閣議決定を要する。基本方針は、特区の目標、国が講ずべき施策、権限移譲の対象となる事務・事業の範囲などを定め、北海道からの提案等に応じて複数回変更された。

### 特定広域団体からの提案と評価
この制度は、地方からのボトムアップの提案を政策に反映させる仕組みを特徴としていた。特定広域団体（北海道）は、基本方針の変更を本部に提案することができた。本部は提案を「十分に尊重」して検討することが求められ、検討の結果、本部長が必要と認めれば基本方針の変更案が閣議に提出された。一方、必要なしと判断した場合は、その理由を付して提案団体に通知し、公表する義務があった。
本部は特区の進捗を評価する役割も担い、内閣総理大臣は特定広域団体に対して計画の実施状況について報告を求めることができた。しかし、最終的な判断権は中央政府に留保されており、中央省庁の権限に大きく関わる提案に対しては慎重な姿勢が目立った。

## 北海道における特区計画の実績
道州制特区制度の唯一の実践例が北海道であり、その取り組みは制度の可能性と限界を具体的に示すものとなった。

### 北海道道州制特別区域計画の策定と変遷
唯一の「特定広域団体」として指定された北海道は、国から移譲された権限の活用法を定めた北海道道州制特別区域計画を策定した。最初の計画は2007年（平成19年）4月に策定され、その後、国の基本方針変更に合わせて複数回改定された。計画期間は延長され、令和7年度（2025年度）までとされている。

### 権限移譲の具体例
北海道道州制特別区域計画には、国から北海道へ移譲された具体的な事務が盛り込まれた。その内容は社会資本整備、許認可・監督権限、教育・医療など多岐にわたる。
- 社会資本整備：国が直轄していた砂防事業、開発道路事業、二級河川事業、治山事業の一部[13]
- 許認可・監督権限：商工会議所に対する監督権限の一部、麻酔薬を用いた危険な狩猟方法の許可権限、一部の水道事業の認可権限など[13]
- 教育・医療：札幌医科大学の定員変更に関する文部科学大臣への届出の廃止[13]

これらの権限移譲は、地域の判断でより実情に即した行政を展開することを可能にした。

### 提案と国の対応
北海道は、知事の附属機関として「道州制特区提案検討委員会」を設置するなど、積極的に制度を活用して国への提案を行った。しかし、国の規制権限の根幹に関わる提案や、特区にのみ強力な権限を付与する提案に対して、国（中央省庁）は「継続検討」とするなど慎重な姿勢を示した。

## 活動状況と課題

### 予算と執行状況
2010年代以降、本部の活動は著しく停滞した。内閣府の行政事業レビューシートによれば、本部の活動経費は極めて少額であり、主な使途は北海道への現地調査のための旅費などに限定されていた。例えば、令和元年度（2019年度）から令和3年度（2021年度）までの年間予算額は100万円に満たず、執行率も低い水準で推移しており、組織が実質的に活動を停止していたことを示している。

### 政治的背景と議論の停滞
本部の活動停滞は、道州制という政策課題そのものが政治的な関心を失ったことと直接的に連動している。2000年代に小泉純一郎内閣などで高まった道州制導入論は、2010年代に入ると勢いを失った。決定打となったのは、2018年（平成30年）10月、政権与党である自由民主党が党内に設置していた「道州制推進本部」を廃止したことである。この決定は、当時、党の政務調査会長であった岸田文雄（後の内閣総理大臣）によって下された。
与党が推進組織を解散したことで、道州制は事実上、党の公式な政策目標ではなくなった。政治的な後ろ盾を失った本部は、新たな政策を展開する動機も資源も持たず、法律上の組織としてのみ存続する「休眠状態」に陥った。